# 米歇爾·柯麥爾
米歇爾·約翰內斯·馬利亞·柯麥爾（Michael Johannes Maria Köhlmeier，1949年10月15日—），奧地利作家。

## 生平
柯麥爾1949年出生於奧地利福拉爾貝格州的哈德（Hard）。1970年至1978年間先後在馬爾堡大學攻讀政治學和日耳曼學、在吉森大學攻讀數學與哲學。
柯麥爾現居霍恩姆斯（Hohenems）與維也納，是名自由作家。